# Marija Bistrica
Marija Bistrica é uma localidade e município do jupanato de Krapina-Zagorje na Croácia central, localizado nas encostas da montanha Medvednica em Zagorje, região a norte da capital Zagrebe. O município tem 6.612 habitantes, com 1.107 residentes no próprio assentamento (censo de 2001).
Marija Bistrica tem um antigo santuário mariano de Nossa Senhora, que é um lugar de peregrinação visitado por centenas de milhares de peregrinos todos os anos. Em 3 de outubro de 1998, o Papa João Paulo II visitou Marija Bistrica e beatificou o cardeal croata Aloysius Stepinac na presença de uma multidão de cerca de 500.000 croatas.

## História
A primeira menção escrita a Bistrica remonta ao ano 1209, como posse do rei André II da Hungria. Documentos de 1334 mencionam pela primeira vez uma igreja dedicada a São Pedro e São Paulo.

## Santuário
Em 1545 um padre local escondeu a estátua da Virgem Maria com o Menino Jesus, que antes estava numa capela de madeira em Vrh Vinski, nas proximidades, para a proteger dos turcos e levou o segredo de seu esconderijo para o túmulo. A estátua foi descoberta em 1588, quando, de acordo com os registos, brilhou a partir do local onde foi escondida. Em 1650, a estátua teve voltar a ser escondida, para ser de novo descoberta em 1684.
Em 1710 o parlamento da Croácia prometeu financiar um novo altar na igreja, o que foi feito em 1715. Em 1731, a igreja foi ampliada e reconsagrada a Nossa Senhora das Neves. Em 1750, o Papa Bento XIV concedeu indulgência plenária aos peregrinos que se confessassem e recebessem a Eucaristia em Bistrica.
Em 1879-1882 uma nova igreja foi construída no lugar da antiga, projetada no estilo neorrenascentista por Hermann Bollé. Foram construídas arcadas ao redor da igreja, decoradas com 22 pinturas dos milagres concedidos pela Virgem Santíssima. Durante a construção, um incêndio destruiu toda a igreja, exceto a estátua e o altar principal.
Em 1923, o Papa Pio XI concedeu à igreja o status de Basílica menor e, em 1935, o arcebispo de Zagreb Ante Bauer coroou a estátua como Nossa Senhora Rainha da Croácia. Como arcebispo de Zagreb, Aloysius Stepinac deu uma atenção especial ao local e foram organizadas peregrinações anuais. Em 8 de julho de 1945 ele conduziu a sua última peregrinação a Marija Bistrica, a qual reuniu entre 40000 e 50000 pessoas.

## Município
O município é constituído pelas seguintes localidades:
- Globočec, população de 619
- Hum Bistrički, pop. 520
- Laz Bistrički, pop. 854
- Laz Stubički, pop. 292
- Marija Bistrica, pop. 1.107
- Podgorje Bistričko, pop. 941
- Podgrađe, pop. 343
- Poljanica Bistrička, pop. 431
- Selnica, pop. 752
- Sušobreg Bistrički, pop. 92
- Tugonica, pop. 661

## Imagens

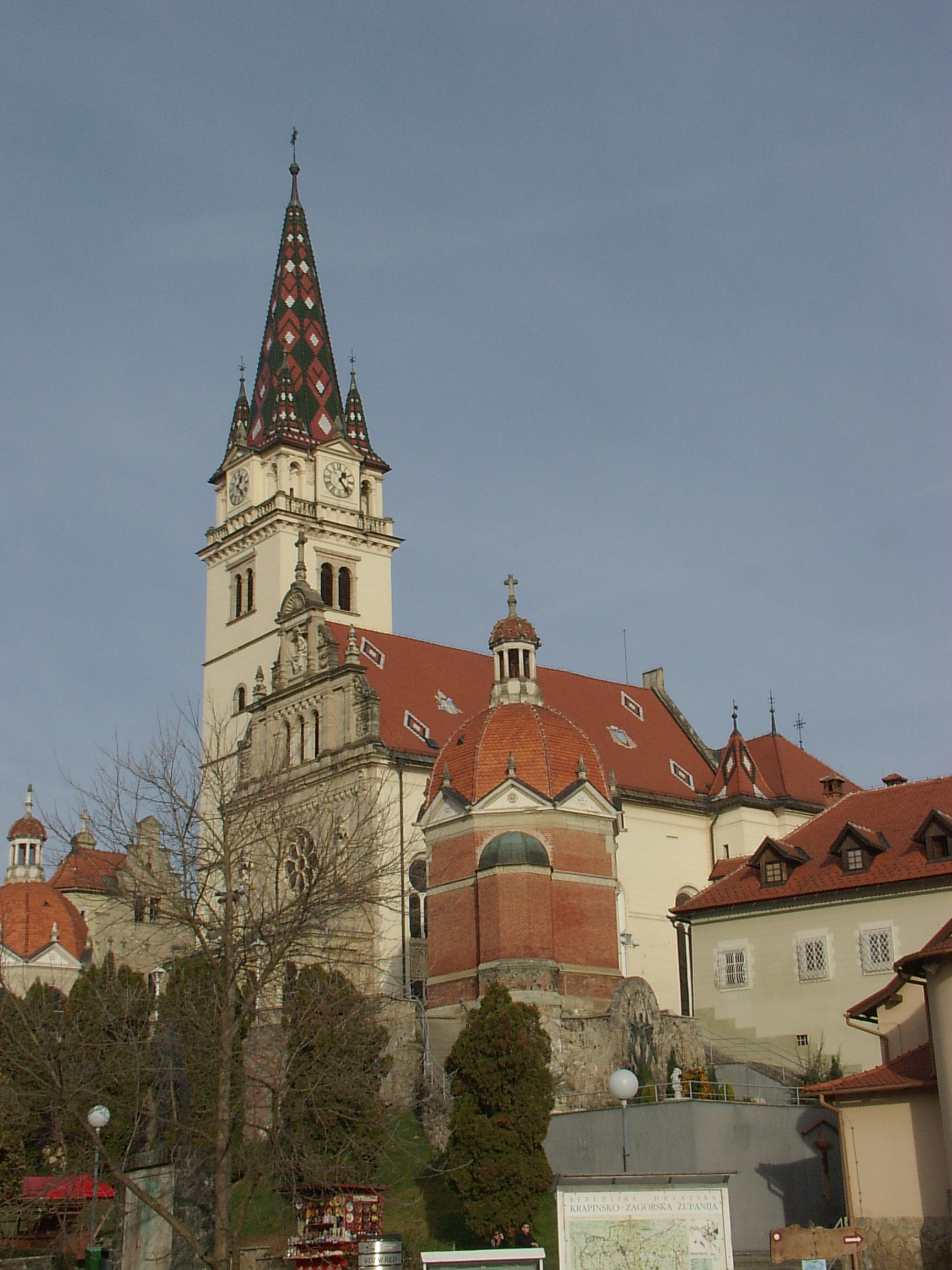
Basílica
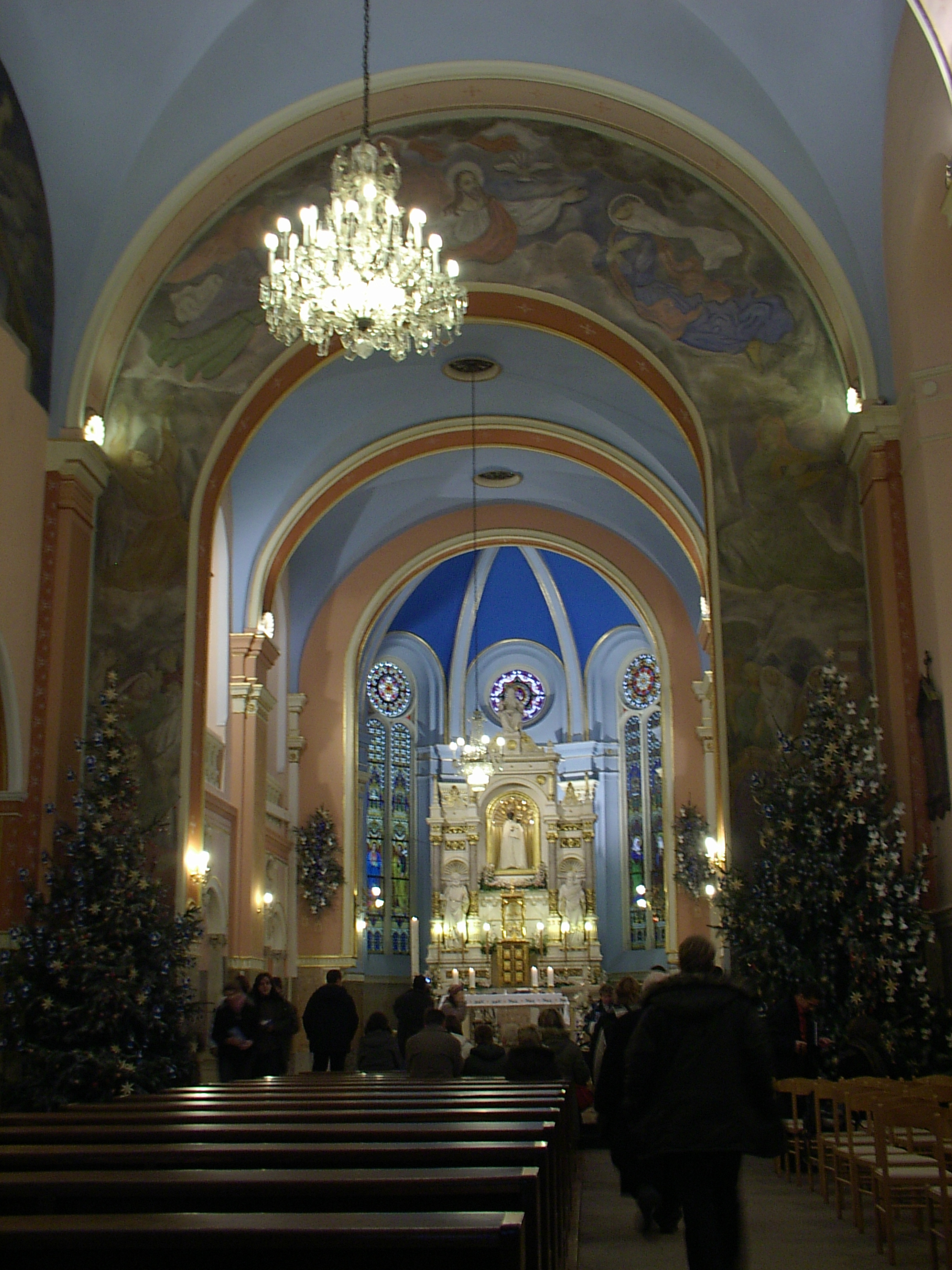
Interior da basílica
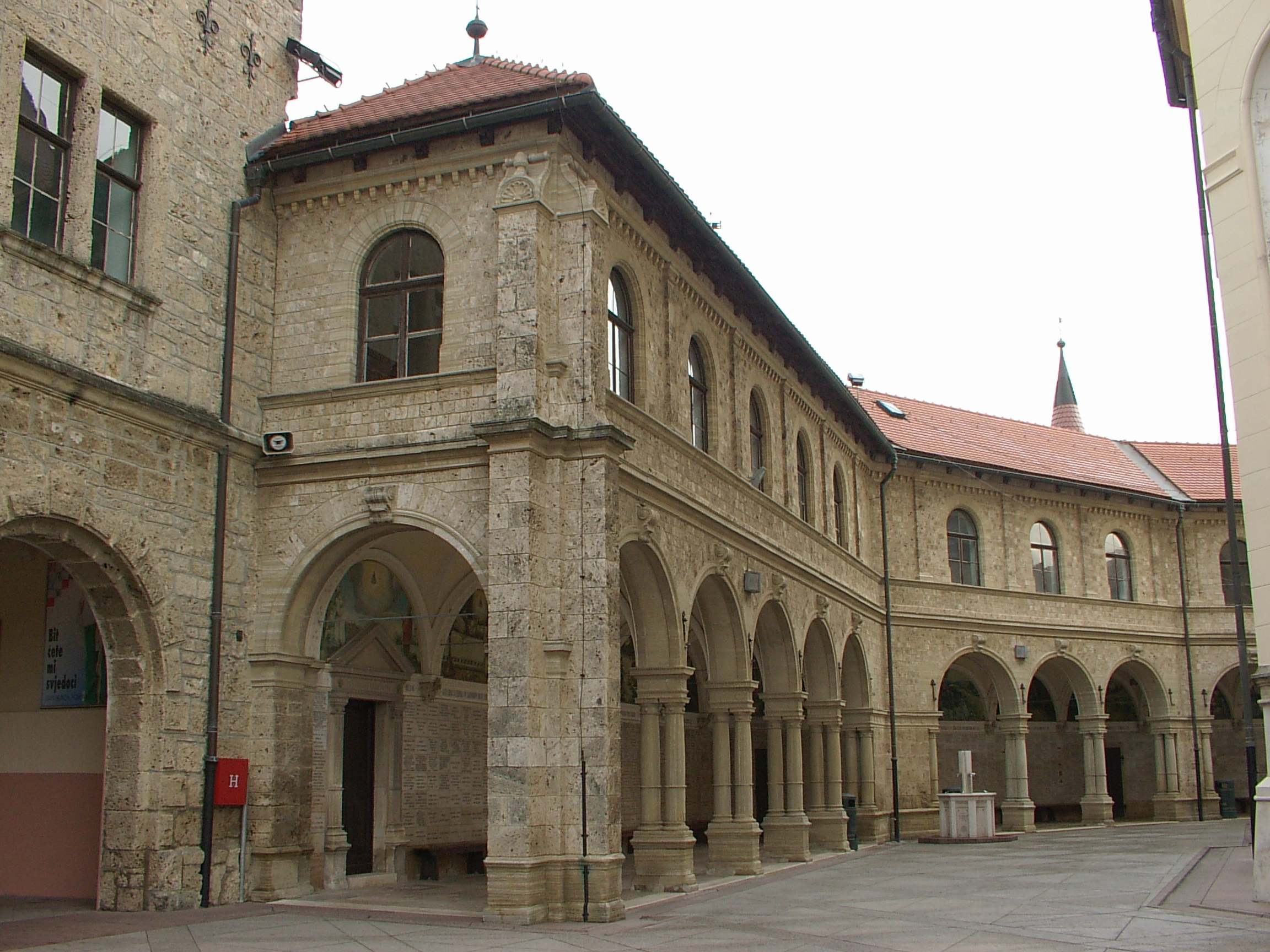
Arcadas
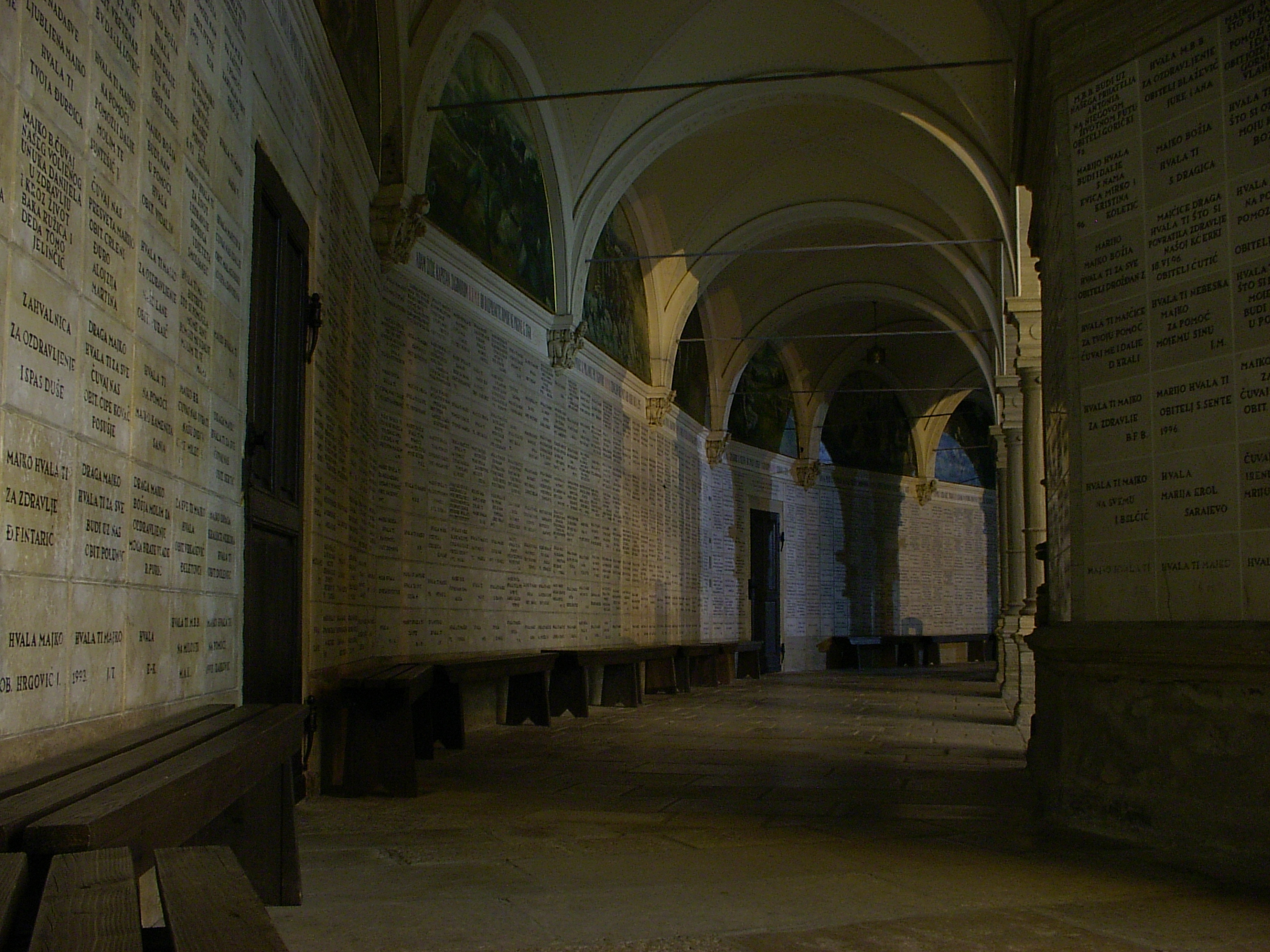
Arcadas
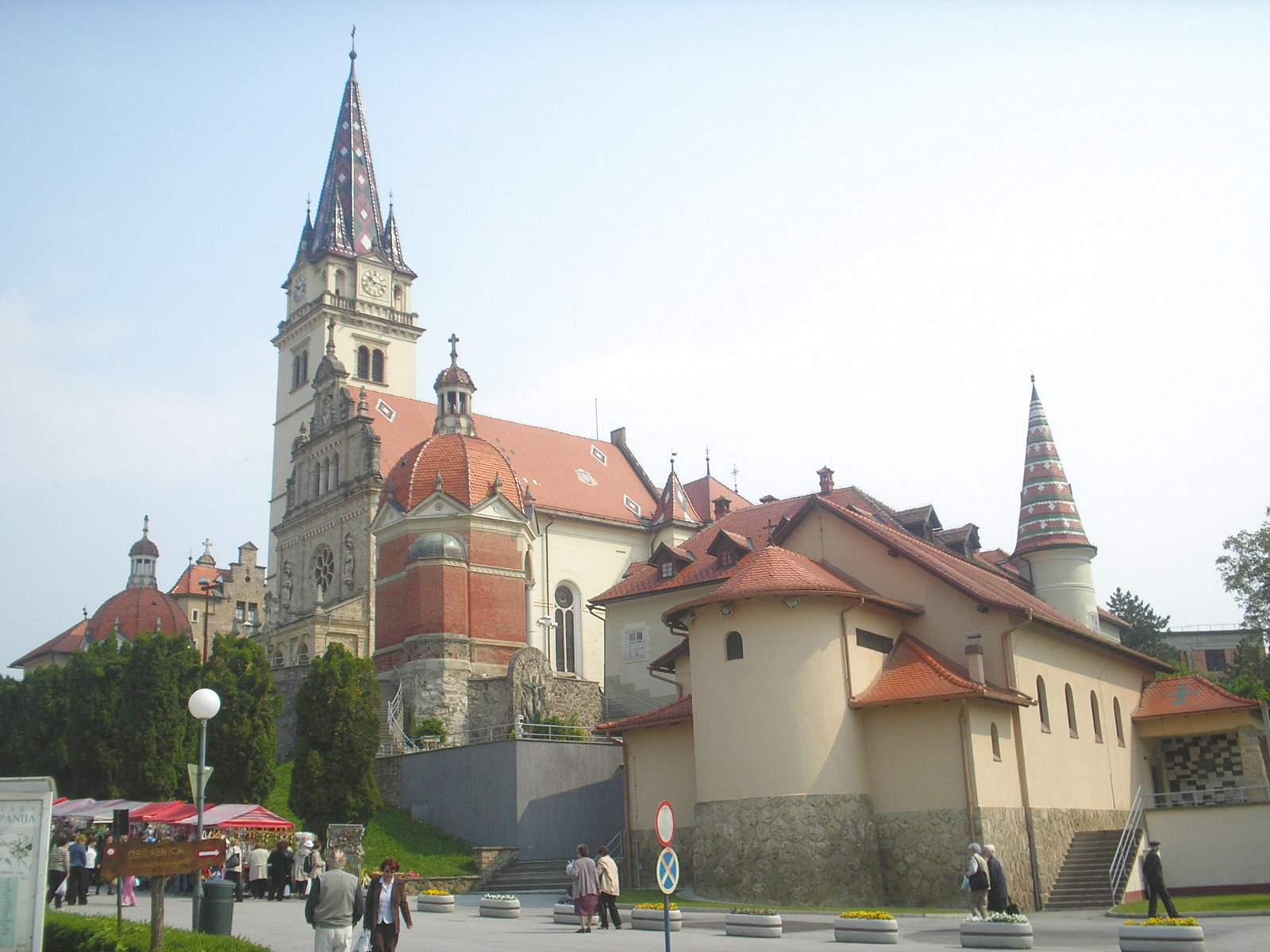
Vista exterior da Basílica
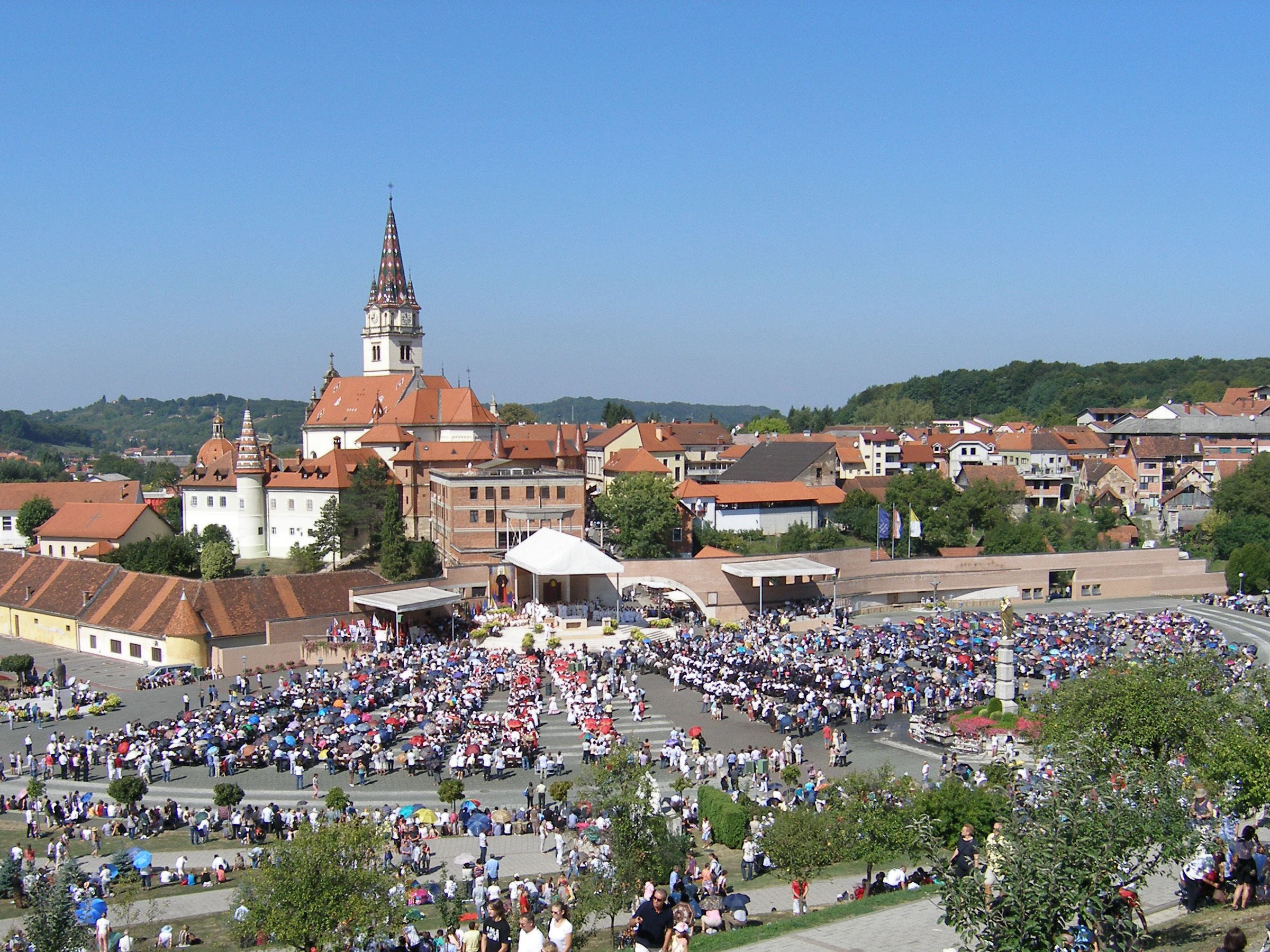
Espaço para celebrações ao ar livre
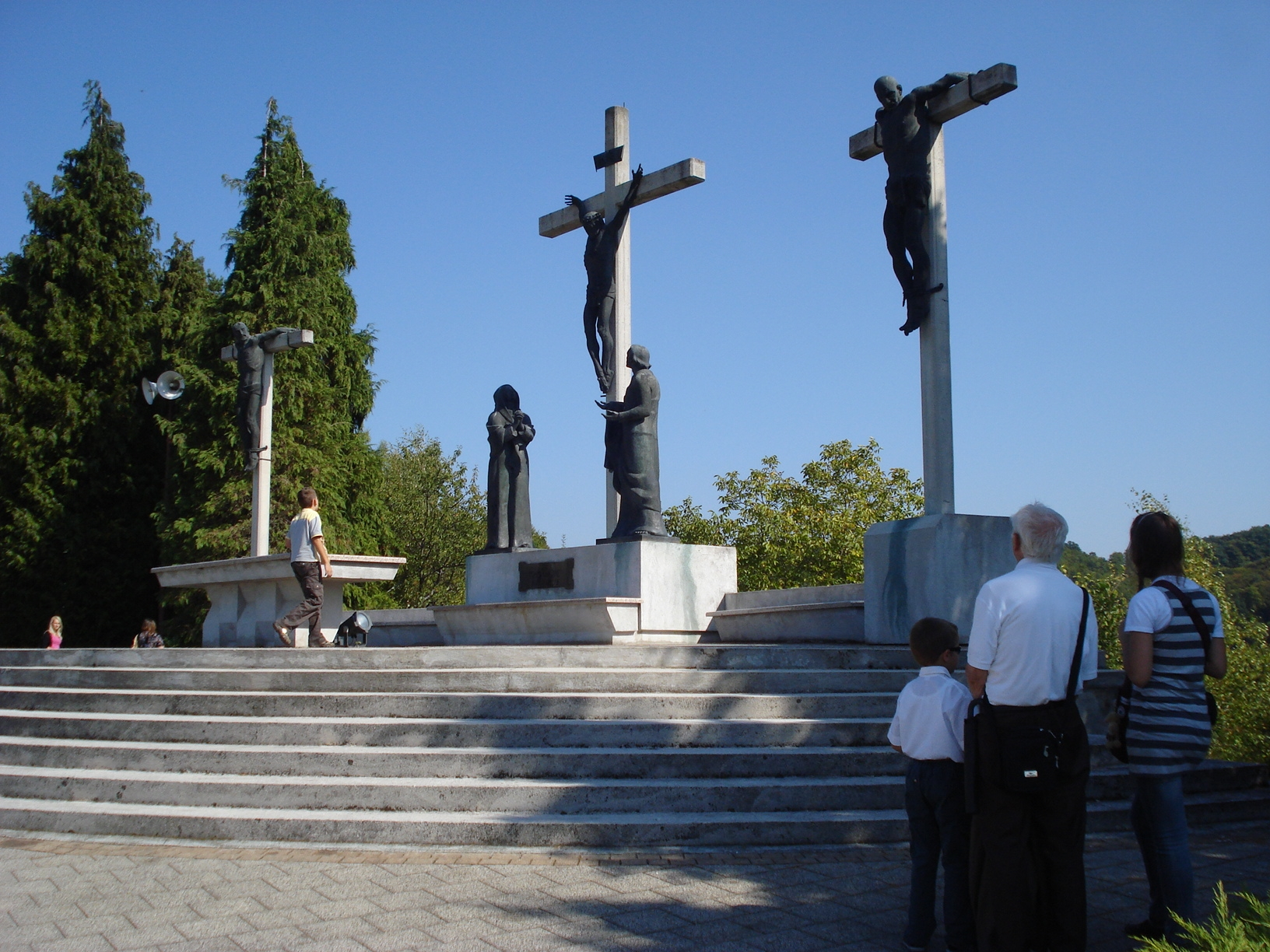
12.ª estação da via sacra, no espaço envolvente do santuário